# Fleix (Viena)
Fleix és un municipi francès situat al departament de la Viena i a la regió de la Nova Aquitània. L'any 2007 tenia 149 habitants.

## Demografia

### Població
El 2007 la població de fet de Fleix era de 149 persones. Hi havia 56 famílies de les quals 12 eren unipersonals (12 dones vivint soles i 12 dones vivint soles), 20 parelles sense fills i 24 parelles amb fills.
La població ha evolucionat segons el següent gràfic:
Habitants censats

### Habitatges
El 2007 hi havia 73 habitatges, 60 eren l'habitatge principal de la família, 5 eren segones residències i 8 estaven desocupats. Tots els 71 habitatges eren cases. Dels 60 habitatges principals, 50 estaven ocupats pels seus propietaris, 7 estaven llogats i ocupats pels llogaters i 3 estaven cedits a títol gratuït; 4 tenien dues cambres, 6 en tenien tres, 17 en tenien quatre i 33 en tenien cinc o més. 52 habitatges disposaven pel capbaix d'una plaça de pàrquing. A 25 habitatges hi havia un automòbil i a 32 n'hi havia dos o més.

### Piràmide de població
La piràmide de població per edats i sexe el 2009 era:
| Homes | Edats   | Dones |
| ----- | ------- | ----- |
| 0     | 95 o +  | 0     |
| 0     | 90 a 94 | 0     |
| 0     | 85 a 89 | 0     |
| 4     | 80 a 84 | 0     |
| 4     | 75 a 79 | 4     |
| 4     | 70 a 74 | 8     |
| 0     | 65 a 69 | 4     |
| 0     | 60 a 64 | 0     |
| 12    | 55 a 59 | 0     |
| 8     | 50 a 54 | 12    |
| 0     | 45 a 49 | 0     |
| 12    | 40 a 44 | 0     |
| 4     | 35 a 39 | 12    |
| 0     | 30 a 34 | 4     |
| 12    | 25 a 29 | 4     |
| 4     | 20 a 24 | 4     |
| 0     | 15 a 19 | 0     |
| 0     | 10 a 14 | 4     |
| 8     | 5 a 9   | 8     |
| 0     | 0 a 4   | 8     |

## Economia
El 2007 la població en edat de treballar era de 98 persones, 71 eren actives i 27 eren inactives. De les 71 persones actives 66 estaven ocupades (37 homes i 29 dones) i 5 estaven aturades (2 homes i 3 dones). De les 27 persones inactives 11 estaven jubilades, 7 estaven estudiant i 9 estaven classificades com a «altres inactius».

### Ingressos
El 2009 a Fleix hi havia 66 unitats fiscals que integraven 152 persones, la mediana anual d'ingressos fiscals per persona era de 16.778 €.

### Activitats econòmiques
Dels 4 establiments que hi havia el 2007, 3 eren d'empreses de construcció i 1 d'una entitat de l'administració pública.
Dels 2 establiments de servei als particulars que hi havia el 2009, 1 era un guixaire pintor i 1 electricista.
L'any 2000 a Fleix hi havia 10 explotacions agrícoles que ocupaven un total de 1.062 hectàrees.

## Equipaments sanitaris i escolars
El 2009 hi havia una escola maternal integrada dins d'un grup escolar amb les comunes properes formant una escola dispersa.

## Poblacions més properes
El següent diagrama mostra les poblacions més properes.